# Улица Сергея Набоки (Киев)
Улица Сергея Набоки — улица в Днепровском районе города Киева, жилой массив Соцгород. Пролегает от бульвара Верховного Совета до улицы Гетмана Павла Полуботка.
Присоединяются улицы Уинстона Черчилля и Краковская.

## История
Улица возникла в первой половине XX века под названием Староконоплянская. С 1955 года имела название в честь русского писателя Павла Бажова. Современное название дано в 2024 году в честь украинского тележурналиста и диссидента Сергея Набоки (1955—2003).